# Stefanie Wewerka
Stefanie Wewerka (* 18. Januar 1990) ist eine ehemalige deutsche Fußballspielerin.

## Karriere
Aus der U17-Nachwuchsmannschaft des FC Bayern München hervorgegangen, rückte Wewerka zur Saison 2007/08 in die zweite Mannschaft auf. Nach zwei Spielzeiten in der drittklassigen Regionalliga Süd verließ sie den Verein. Am 10. Juni 2007 (22. Spieltag) kam sie für die Erste Mannschaft zum Saisonausklang in der Bundesliga zum Einsatz. Bei der 1:2-Niederlage im Heimspiel gegen den TSV Crailsheim spielte sie 68 Minuten lang, bevor sie für Andrea Schlemmer ausgewechselt wurde; es blieb ihr einziges Bundesligaspiel.

## Erfolge
- Meister der Regionalliga Süd 2009